# Jesper Juul
Jesper Juul, född 18 april 1948 i Vordingborg, död 25 juli 2019 i Odder, var en dansk familjeterapeut och författare. Han blev känd för sina uppfattningar och värderingar inom barnuppfostran med att inte förespråka en auktoritär fostran utan ville eftersträva vad man anser vara jämlikhet och ömsesidighet mellan barn och vuxna.[källa behövs] 2007 blev Jesper Juul grundare och ledare av den internationella utbildnings- och rådgivningsorganisationen Family-Lab. Han skrev flera storsäljande böcker, varav den mest kända är Ditt kompetenta barn som kom ut 1995 (i svensk översättning 1997). Boken kritiserades av psykologen Bent Hougaard som myntade begreppet "curlingföräldrar".
Mellan 1979 och 2004 ledde Juul The Kempler Institute of Scandinavia (Kemplerinstitutet) i Danmark, som framför allt utbildar familjerådgivare och familjeterapeuter. Han arbetade också med barn, unga och familjer i flyktingläger under krigen i det tidigare Jugoslavien samt med vägledning och vidareutbildning av professionella familjeterapeuter.
Juul sade sig ha inspirerats till stor del av den amerikanske psykoanalytikern och familjeterapeuten Walter Kempler.[källa behövs]